# Магід Мойсей Шоломович
Мойсе́й Шоло́мович Магі́д (22 лютого 1910, Санкт-Петербург, Російська імперія — 5 серпня 1965, Ленінград, РРФСР) — радянський кінооператор. Заслужений діяч мистецтв Бурятської АРСР (1952).
Закінчив Ленінградський кінофототехнікум в 1932 році. У 1930-х рр.. працював оператором-постановником науково-популярних фільмів, а з 1938 року — ігрових фільмів. Працював у творчому тандемі зі  Львом Сокольским.

## Визнання та нагороди
- Сталінська премія 1950, за фільм «Академік Іван Павлов»
- Сталінська премія 1951, за фільм «Мусоргський»
- Заслужений діяч мистецтв Бурятської АРСР 1952

## Фільмографія
- 1939 — Танкісти / Танкисты
- 1940 — Осінь (короткометражний) / Осень
- 1941 — Стара гвардія / Старая гвардия
- 1941 — Маскарад / Маскарад
- 1942 — Непереможні / Непобедимые
- 1947 — За тих, хто в морі / За тех, кто в море
- 1949 — Академік Іван Павлов / Академик Иван Павлов
- 1950 — Мусоргський / Мусоргский
- 1951 — Радянська Бурят-Монголія (документальний) / Советская Бурят-Монголия
- 1952 — Римський-Корсаков / Римский-Корсаков
- 1953 — Тіні / Тени
- 1955 — Справа Румянцева (у співавт.) / Дело Румянцева
- 1955 — Михайло Ломоносов / Михаил Ломоносов
- 1957 — Піддубенські частівки / Поддубенские частушки
- 1958 — Люба моя людина / Дорогой мой человек
- 1959 — Повість про молодят / Повесть о молодожёнах
- 1960 — Спійманий чернець / Пойманный монах
- 1962 — Коли розводять мости / Когда разводят мосты
- 1964 — Перед судом історії / Перед судом истории
- 1965 — Перший відвідувач / Первый посетитель